# OUN-B

Symbolika OUN (Banderowcy – flaga)

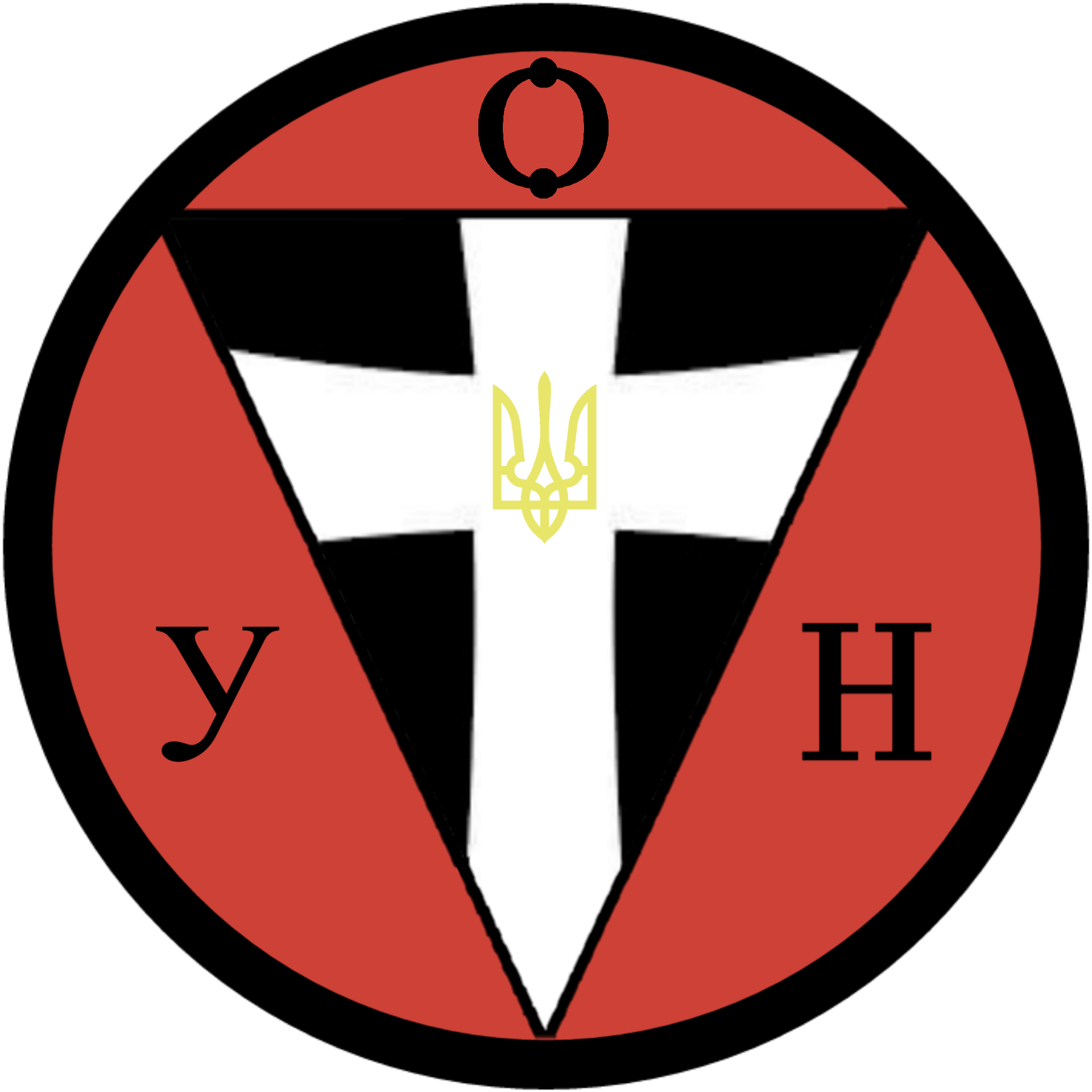
Symbolika OUN (Banderowcy – godło)

OUN-B (OUN-R (rewolucjoniści), „banderowcy”) – frakcja (później niezależna organizacja) Organizacji Ukraińskich Nacjonalistów, powstała ostatecznie w lipcu 1940 w Krakowie.
Potoczna nazwa „banderowcy” pochodzi od nazwiska przywódcy Stepana Bandery. OUN-B odegrała kluczową rolę w inspirowaniu i przeprowadzeniu przy pomocy UPA ludobójstwa polskiej ludności cywilnej.

## Frakcja banderowska w przedwojennym OUN
„Banderowcy” jako nieformalna frakcja OUN istnieli już przed II wojną światową.
Przed rozłamem powstrzymywał autorytet Jewhena Konowalca. Po jego śmierci rozłam był nieunikniony.

## Rozłam w OUN
Ryszard Torzecki powołując się na związanego z OUN historyka Petra Mirczuka uważał, że we wrześniu 1939 r. Krajowy Prowyd (Zarząd Krajowy) OUN (inaczej Krajowa Egzekutywa OUN) pod kierownictwem Lwa Rebeta odmówił wydania zgody zarządowi zagranicznemu OUN (pod kierownictwem Andrija Melnyka) na wszczęcia powstania antypolskiego. Wynikać to miało z tego, że nacjonaliści ukraińscy obawiali się, że w pakcie Ribbentrop-Mołotow przewidziano włączenie tzw. Ukrainy zachodniej do ZSRR. Decyzja Rebeta podjęta w zastępstwie Bandery (Stepan Bandera został po wybuchu wojny wypuszczony 13 września 1939 z więzienia w Brześciu nad Bugiem – gdzie odbywał wyrok dożywotniego więzienia za zorganizowanie zabójstwa Bronisława Pierackiego – a następnie zaaprobował decyzję Rebeta), była jakoby podstawą rozłamu w OUN na frakcję OUN(M) (Andrij Melnyk, Omelan Senyk) i OUN(B) (Stepan Bandera, Lew Rebet, Jarosław Stećko – banderowcy).
Grzegorz Motyka wątpi w możliwość odmowy OUN wszczęcia antypolskiej rebelii, która w rzeczywistości została powstrzymana przez Niemców w związku z napaścią ZSRR na Polskę 17 września 1939, co stanowiło realizację postanowień paktu Ribbentrop-Mołotow. Wcześniej, 10 września 1939 łącznik pomiędzy OUN a Abwehrą Richard Jary zadeklarował gotowość OUN do powstania. Było ono jednak powstrzymywane przez Niemców oczekujących na atak ZSRR na Polskę. Dopiero 12 września 1939 w związku z bezczynnością Sowietów, Hitler wydał warunkową zgodę na wzniecenie ukraińskiego powstania, a 15 września potwierdził ją szef Abwehry Canaris. Niemcy rozpoczęli realizację planu awaryjnego na wypadek niewywiązania się ZSRR z zobowiązań, to jest wzniecenie ukraińskiego powstania i powołanie marionetkowego państwa zachodnioukraińskiego. Andrij Melnyk rozpoczął ustalanie składu rządu ukraińskiego. 17 września 1939 roku w związku z wkroczeniem Sowietów Canaris rozkazał przerwać te przygotowania.
Bandera po krótkim pobycie w Rzymie przybył do Krakowa. Doprowadził do zwołania w dniach 9 i 10 lutego 1940 roku krajowej konferencji OUN, gdzie zażądano ustąpienia ze stanowiska Melnyka. Kiedy to nie nastąpiło, banderowcy zwołali w Krakowie osobny II Wielki Kongres OUN, co doprowadziło w lipcu 1940 do rozłamu na dwie frakcje:
- OUN–R (OUN-B, OUN-SD, rewolucjoniści, banderowcy)
- OUN–M (solidaryści, melnykowcy)

Stronników Bandery cechował większy radykalizm zarówno pod względem społecznym, jak i narodowym, niż melnykowców. Na kongresie OUN-B w Krakowie w kwietniu 1941 roku oficjalnie przyjęli wiele faszystowskich symboli, zasad i rytuałów: zasadę „Jeden naród, jedna partia, jeden wódz”, czerwono-czarną flagę symbolizującą krew i ziemię (Blut und Boden) oraz faszystowski salut na powitanie. Ponadto w ideologii i praktyce OUN-B pojawiały się wątki rasistowskie i antysemickie.
Z nacjonalistycznego radykalizmu zwolenników Bandery wynikało dążenie do uniezależnienia się od Niemiec – Trzecią Rzeszę traktowano jako taktycznego sprzymierzeńca, z którym stosunki miały być partnerskie, a nie jako hegemona (już wcześniej domagali się przeniesienia kierownictwa OUN poza Niemcy). Mimo to kontynuowano taktyczną współpracę z Niemcami.

## Ewolucja programu OUN-B w świetle uchwał konferencji i zjazdów organizacji

### I konferencja OUN-B
Odbyła się między II a III Zjazdem, na przełomie września i października 1941 w Zboiskach koło Lwowa.
Brali w niej udział Mykoła Łebed, Dmytro Myron, Iwan Kłymiw, Wasyl Kuk, Izo Rebak, Iwan Rawłyk, Mychajło Stepaniak.
Nie widziano jeszcze sensu walki z Niemcami. Nastawiano się na długotrwałą walkę dyplomatyczną i polityczną w celu zdobycia niepodległości. Członkowie OUN dostali rozkaz nieujawniania się przed władzami niemieckimi, a zdekonspirowani – przejścia do podziemia i prowadzenia pracy propagandowej i organizacyjnej.
Działaczom nakazano wykorzystać wszystkie możliwości do przejmowania administracji, handlu, przemysłu, a także zwiększenia napływu ludności ukraińskiej do miast. Szczególną uwagę poświęcono przejmowaniu lokalnej ukraińskiej policji pomocniczej, jak również wstępowaniu do batalionów policyjnych, w celu przeszkolenia wojskowego jak największej liczby ludzi.

### II konferencja OUN(B)
Odbyła się w kwietniu 1942, i uchwaliła między innymi: „Naszą politykę oprzemy na stworzeniu i wzmocnieniu naszych własnych, politycznych i militarnych sił rewolucyjnych i na niezależnej, ogólnoukraińskiej polityce walki rewolucyjnej”.
Odżegnano się od wszelkiej współpracy z Niemcami, którzy „usiłują przekształcić Ukrainę w kolonię”. Proklamowano powrót do polityki opierania się na własnych siłach, jako że żaden imperializm nie może być sojusznikiem Ukrainy. Postanowiono liczyć tylko na własne siły i zmobilizować cały naród do walki o niepodległość jednocześnie ze wszystkimi wrogami – ZSRR, Niemcami i Rumunią. Potępiono komunizm. Stosunki polsko-ukraińskie uzależniono od „wyrzeczenia się praw do panowania nad ziemiami Ukrainy Zachodniej”, oraz zapowiedziano „zwalczanie szowinistycznych nastrojów Polaków, ich apetytów do Ukrainy Zachodniej oraz intryg mających na celu opanowanie administracji”.
Realistyczna ocena sytuacji zmuszała do szukania nowych sprzymierzeńców, których znajdowano tym razem w innych zniewolonych narodach. Omelan Łohusz, konstatując izolację ruchu ukraińskiego od mniejszości i dostrzegając szowinizm części działaczy OUN, postulował zapewnienie opieki i równych praw wszystkim obywatelom Ukrainy bez względu na narodowość.
Na II konferencji postanowiono również podjąć próbę stworzenia siatki OUN-B na terenach wschodniej Ukrainy. Zadaniem tym zajęli się Wasyl Kuk i Jewhen Stachiw. Udało im się utworzyć konspiracyjne komórki m.in. w Doniecku, Charkowie i Dniepropietrowsku, jednak ich członkowie wycofali się na zachodnią Ukrainę przed nadciągającym frontem.

### III konferencja OUN
Odbyła się (17–21 lutego 1943). Podkreślała, że OUN walczy nie tylko o Ukrainę, ale i o „prawo każdego narodu do niepodległego istnienia”. Miejsce egoizmu narodowego w stylu Doncowa zajęła „idea niepodległych państw narodowych narodów europejskich na ich etnograficznych terytoriach”.
Niektórzy historycy twierdzą, że na tej konferencji podjęto również decyzję o „etnicznym czyszczeniu” Wołynia (rzeź wołyńska). Wersji tej nie podtrzymuje śledztwo Instytutu Pamięci Narodowej

### III Nadzwyczajny Zbór OUN
Radykalne zmiany w programie OUN (B) wprowadził III nadzwyczajny Zbor w dniach 21–25 sierpnia 1943. Oficjalnie ogłosił on walkę na dwa fronty, zarówno z III Rzeszą (imperializmem niemiecko-hitlerowskim), jak i ZSRR (imperializmem moskiewsko-bolszewickim), prowadzoną w sojuszu z demokratycznymi państwami Europy zachodniej. Celem organizacji pozostała walka o wolną Ukrainę, jednak jej przyszłym ustrojem nie miała być już „nacjokracija” (dyktatura OUN), lecz „władza ludowa” (pojęcia tego nie zdefiniowano szczegółowo). W programie zawarto postulaty wolności słowa i druku, wolności wyznaniowej i wolności poglądów, swobodnego działania ruchu pracowniczego (związki zawodowe, strajki), równość płci. Przewidywano także zrównanie w prawach Ukraińców i przedstawicieli mniejszości etnicznych. W programie społeczno-gospodarczym OUN-B zapowiedź budowy „ustroju korporacyjnego” niepodległej Ukrainy zastąpiono wzmianką o społeczeństwie bezklasowym („bez obszarników, kapitalistów i bolszewickich pasożytów”). Najważniejsze środki produkcji i wymiany miały zostać upaństwowione, robotnicy mieli uzyskać udział w zarządzaniu zakładami, zaś chłopi – swobodę w wyborze metody użytkowania gruntów rolnych.
Zreorganizowano równocześnie samą OUN-B. Jednoosobowe kierownictwo zastąpiło przywództwo kolegialne z Romanem Szuchewyczem na czele. Według cytowanej przez Jarosława Tomasiewicza publikacji nacjonalistycznej

życie podyktowało potrzebę zmian w strukturze organizacyjnej OUN oraz w jej programie.

### IV Zbór OUN
W czerwcu 1944 doszło do IV Zboru, którego deklaracja silniej akcentowała postulaty liberalno-demokratyczne. Stwierdzano w niej, że o ustroju Ukrainy zadecyduje powszechne przedstawicielstwo narodu; podkreślano też gwarancje dla prywatnej inicjatywy: nieskrępowanego rozwoju rzemiosła, „twórczej” działalności gospodarczej i swobodnej formy użytkowania ziemi.
Miesiąc później (11–15 lipca) z inicjatywy OUN(B) powstała Ukraińska Główna Rada Wyzwoleńcza (UHWR) jako organ ponadpartyjny, swego rodzaju podziemny parlament Ukrainy. Miała być polityczną nadbudową nad UPA, która z formacji partyjnej przerosła w „armię ogólnoukraińską”. Do współpracy udało się zwolennikom Bandery przyciągnąć niektóre inne środowiska: prawicowe Ukraińskie Zjednoczenie Narodowo-Demokratyczne (UNDO), „sfery świętojurskie” (zbliżone do metropolity Szeptyckiego), Ukraińskich Republikanów Narodowych.

## Podział terytorialny

### Ziemie Zachodnioukraińskie (ZUZ)
Obwody: Lwów-Miasto, Lwów (okręgi Lwów-Południe, Złoczów, Sokal, Rawa Ruska), Tarnopol (okręgi Brzeżany, Tarnopol, Czortków), Stanisławów (okręgi Kołomyja, Stanisławów, Kałusz, Czerniowce), Drohobycz (okręgi Stryj, Drohobycz, Sambor), Przemyśl (okręgi Przemyśl i Sanok).

### Ziemie Północno-Zachodnie (PZUZ)
Obwody: Wołyński (okręgi Łuck, Horochów, Kowel, Chełm, Brześć), Równe (okręgi Sarny, Równe, Krzemieniec, Żytomierz).
Przewodniczącym PZUZ był Wołodymyr Robytnyćkyj (zmarł we Lwowie 25 sierpnia 1941).

### Ziemie Północno-Wschodnie lub Centralno-Wschodnie (PSUZ/OSUZ)
Obwody: Kijów, Kamieniec Podolski, Winnica, Czernihów, Połtawa, Sumy, Charków.

### Ziemie Południowo-Wschodnie (PiwdSUZ)
Obwody: Dniepropetrowsk, Kirowohrad, Stalino, Woroszyłowhrad, Zaporoże, Cherson, Nykołajew, Krym, Odessa.

## Prowidnycy krajowi OUN-B
- Stepan Bandera (1940–1959)
- Stepan Łenkawskyj (1959–1968)
- Jarosław Stećko (1968–1986)
- Wasyl Ołeśkiw (1987–1991)
- Sława Stećko (od 1991)

## Działalność

### Działalność OUN-B od rozłamu do czerwca 1941
Ze względu na niespełnienie przez Niemców nadziei na rychłe stworzenie państwa ukraińskiego – oddanie Rusi Zakarpackiej Węgrom, przyłączenie Galicji do „polskiego” Generalnego Gubernatorstwa – część środowisk OUN („młodych”) zniechęciła się do współpracy z Niemcami. Jednak 3 października 1940 rozpoczęto (w dwa tygodnie po rozmowach OUN-M) rozmowy z przedstawicielami Abwehry w sprawie tworzenia ukraińskich formacji wojskowych w ramach przygotowań do wojny przeciwko ZSRR.
W dniach 21–22 grudnia 1940 nastąpiły w obwodzie lwowskim wielkie aresztowania członków OUN, w sumie NKWD zatrzymało 520 osób.
Wskutek wzrostu aktów sabotażu i dywersji ze strony OUN-B 14 maja 1941 KC WKP(b) i rząd radziecki podjęły dwie uchwały: o likwidacji kontrrewolucyjnych organizacji w zachodnich obwodach USRR oraz o przeprowadzeniu oczyszczenia terenów nadgranicznych. Na tej podstawie Beria 21 maja podpisał dyrektywę o dalszych wysiedleniach ludności z terenu zachodniej Ukrainy. Wysiedlenia rozpoczęły się 22 maja i trwały do wybuchu wojny niemiecko-radzieckiej. W kwietniu i maju 1941 według danych NKWD ujawniono 1865 aktywnych członków OUN, zabito 82 i raniono 35. Jednocześnie odbyły się dwa procesy młodych działaczy OUN: na początku maja osądzono 62 osoby z okolic Drohobycza, Dobromila, Stryja i Turki; w drugim (12–13 maja) osądzono 39 osób. Również w maju kierownictwo OUN opracowało wskazówki polityczne „Walka i działalność OUN podczas wojny”, w których poinformowano o planach OUN wzięcia udziału w nadchodzącej wojnie z ZSRR. Według Włodzimierza Bonusiaka dyrektywa ta stanowiła także, że należy: urzędników oddawać w niewolę Niemcom, politruków i znanych komunistów likwidować. (...) Działaczy nauki, kultury i sztuki nieukraińskiej narodowości także przeznacza się do wyniszczenia. Żydów należy izolować, pousuwać z administracji i gospodarki, a jeśli zachodzi potrzeba wykorzystania Żyda, to należy postawić mu nad głową policjanta i likwidować za najmniejszą winę. Asymilacja Żydów z ukraińską ludnością wykluczona.
15 czerwca 1941 w Krakowie Główny Prowid OUN-B wydał odezwę Do narodu ukraińskiego, wzywającą naród ukraiński do jedności i do wspólnej walki u boku III Rzeszy. Pod odezwą podpisali się 115 znanych działaczy ukraińskich, w tym polityków UNDO, skoropadczyków i petlurowców. 22 czerwca w Krakowie władze OUN-B powołały międzypartyjny Ukraiński Komitet Narodowy.
Po ataku III Rzeszy na ZSRR, 23 czerwca w Winnikach 40-osobowy oddział OUN natarł na wycofującą się Armię Czerwoną. Również we Lwowie członkowie OUN rozpoczęli ostrzeliwanie Armii Czerwonej. Na pomoc im spod Złoczowa przybył oddział OUN, dowodzony przez Iwana Kłymiwa Łehendę. Bojówki OUN zaatakowały również 23 czerwca więzienie przy ul. Łąckiego (uwolniono około 300 więźniów), 24 czerwca więzienie na Zamarstynowie i siedzibę NKWD przy ul. Pełczyńskiej – te ostatnie akcje jednak były nieudane. Pomiędzy 24 a 30 czerwca 1941 NKWD wymordowało kilka tysięcy więźniów więzień lwowskich. Napady na Armię Czerwoną trwały do jej wycofania się ze Lwowa 30 czerwca 1941.
30 czerwca, po utworzeniu rządu Jarosława Stećki, krajowy przewodniczący OUN wydał wiele instrukcji organizacyjnych, które stały się podstawą dalszego rozwoju organizacji. 1 lipca wezwał również do tworzenia armii do obrony Ukrainy.

### Działalność OUN-B w latach 1941–1944
W czerwcu 1941 roku za nacierającymi wojskami niemieckimi ruszyły „grupy pochodne OUN” („pochodowe”, „marszowe”) – OUN-R, liczące około 3-5 tysięcy ludzi. Podzielone były na trzy zgrupowania:
- „Piwnicz” („Północ”) – dowódca Mykoła Kłymyszyn
- „Centr” („Centrum”) – dowódca Mykoła Łemyk Senyszyn
- „Piwdeń” („Południe”) – dowódcy Zinowij Matła i M. Riczka.

Miały one dotrzeć odpowiednio do Kijowa, Charkowa, Odessy i Krymu, a podzielone na 7-12 osobowe grupy – tworzyć tam ukraińską policję i administrację. Osobna 15-osobowa grupa otrzymała zadanie dotarcia do Lwowa i proklamowania tam niepodległości Państwa Ukraińskiego.
Według Włodzimierza Bonusiaka instrukcje OUN-B nakazywały, aby tam, gdzie wkraczają Niemcy, dekorować miasta i wioski niemieckimi flagami i stawiać bramy triumfalne opatrzone m.in. napisami: Heil Hitler, Sława OUN, Sława Banderze, Niech żyje niemiecka armia, Niech żyje wódz Adolf Hitler. Przy tym organizowano dni świąteczne w geście podziękowania Adolfowi Hitlerowi i niemieckiemu narodowi za wyzwolenie, podczas których dochodziło do pogromów Polaków i Żydów.
Grupy bojowe OUN-B pod dowództwem Iwana Kłymiwa Łehendy stoczyły w Małopolsce Wschodniej i na Wołyniu ponad 100 potyczek z wycofującą się Armią Czerwoną.
Po wkroczeniu Wehrmachtu i batalionu „Nachtigall” do Lwowa w czerwcu 1941 roku na zebraniu w obecności około 60 nacjonalistów ukraińskich ogłoszono akt niepodległości Ukrainy. Banderowcy powołali Ukraiński Komitet Narodowy (Ukrajinśkyj Narodnyj Komitet, UNK), uzyskali poparcie metropolity greckokatolickiego Andrija Szeptyckiego dla deklaracji niepodległości Ukrainy. Bliski współpracownik Bandery, Jarosław Stećko, zaczął formować rząd, który jeszcze przed ukonstytuowaniem przetrwał zaledwie 7 dni. Cały skład rządu został aresztowany przez Niemców.
10 lipca 1941 w budynku Towarzystwa „Dnister” odbyła się narada Prowodu OUN-B, w której uczestniczyli: Jarosław Stećko, Mykoła Łebed´, Iwan Kłymiw, Jarosław Staruch, Iwan Rawłyk, Wasyl Turkowśkyj, Lew Rebet i Roman Ilnyćkyj. Zdecydowano o kontynuowaniu działalności w podziemiu, a w przypadku uwięzienia Stećki (co stało się następnego dnia) funkcję przewodniczącego OUN miał przejąć Mykoła Łebed, a w przypadku jego aresztowania – Lew Rebet.
Również melnykowcy utworzyli swoje „grupy marszowe”, liczące około 4 tysięcy osób. Między grupami pochodnymi OUN-B i marszowymi OUN-M dochodziło do wielu starć i potyczek: na przykład pod Sokalem zlikwidowano maszerującą na Wołyń grupę OUN-M Ihora Szubskiego i Jewhena Szulhy. 30 sierpnia 1941 zlikwidowano na dworcu w Żytomierzu Omelana Senyka i Mykołę Ściborskiego, mających tworzyć władze OUN-M w Kijowie.
Adolf Hitler był zdecydowanie przeciwny koncepcji powstania państwa ukraińskiego, pragnąc wszystkich Słowian przekształcić w niewolniczą siłę roboczą imperialnej III Rzeszy. Podczas ostatecznych rozmów prowadzonych we wrześniu 1941 roku w Berlinie (w gmachu byłej ambasady polskiej) pomiędzy przedstawicielami Abwehry i OUN (B) zarówno Stepan Bandera, jak i Jarosław Stećko kategorycznie odmówili odwołania deklaracji niepodległości Ukrainy. W konsekwencji zostali przewiezieni do obozu koncentracyjnego w Sachsenhausen (oddział dla więźniów specjalnych tzw. Zellenbau, gdzie przebywali również m.in. Stefan Rowecki, kanclerz Austrii Kurt Schuschnigg i premier Francji Edouard Daladier).
W połowie sierpnia 1941 roku Niemcy rozpoczęli likwidację OUN-B, aresztując jej czołowych działaczy. 17 września 1941 roku dowódca niemieckiej grupy armii „Południe” rozkazał uwięzić wszystkich członków banderowskich „grup pochodnych”. Spowodowało to przejście ocalałych działaczy do konspiracji. Niemieckie polowanie na banderowców trwało do stycznia 1942 roku, w jego wyniku w więzieniu na Montelupich w Krakowie uwięziono ponad 300 działaczy (było to 80% kierownictwa). Bardzo aktywnie w aresztowaniach banderowców pomagali melnykowcy, co spowodowało późniejszy rewanż.
Banderowcy zostali poddani represjom i w większości przeszli do konspiracji. Organizacja z szoku otrząsnęła się dopiero po kilku miesiącach. Dowodzenie odtworzoną konspiracyjną OUN-B objął Mykoła Łebed´. W 1942 roku utworzono pierwsze oddziały UPA.
W Sachsenhausen Bandera i Stećko przebywali do września 1944 roku, zostali uwolnieni w związku ze zmianą polityki III Rzeszy wobec tzw. formacji ochotniczych i koniecznością ustępstw politycznych. Od grudnia Bandera uczestniczył w negocjacjach, których konsekwencją było utworzenie 17 marca 1945 Ukraińskiego Komitetu Narodowego i podporządkowanie mu Ukraińskiej Armii Narodowej.

### Kwestia żydowska w polityce OUN-B
Do końca lat 30. XX wieku poglądy antysemickie w OUN wyrastały raczej na gruncie gospodarczym. Dopiero w przededniu II wojny światowej w myśli politycznej OUN pojawiły się akcenty rasistowsko-antysemickie (Nacijiokratia M. Ściborskiego). Otwarcie przeciw Żydom jako grupie etnicznej opowiedziano się w kwietniu 1941 roku na II Zjeździe OUN (banderowców):

Żydzi w ZSRR są wiernopoddańczą podporą panującego reżymu bolszewickiego i awangardą moskiewskiego imperializmu na Ukrainie. Antysemickie nastroje mas ukraińskich wykorzystuje rząd moskiewskobolszewicki, żeby odwrócić ich uwagę od rzeczywistych przyczyn zła i aby w czasie zrywu skierować je na pogromy Żydów. Organizacja Ukraińskich Nacjonalistów zwalcza Żydów jako podporę moskiewsko-bolszewickiego reżymu, uświadamia jednocześnie masy narodowe, że głównym wrogiem jest Moskwa

Eksterminacyjne metody narodowych socjalistów poparł w 1941 roku Jarosław Stećko: „Stoję na stanowisku wyniszczenia Żydów oraz celowości przeniesienia na Ukrainę niemieckich metod eksterminacji żydostwa, wykluczając ich asymilację itp.”. Oddziały utworzone przez OUN-B – grupy marszowe, batalion „Nachtigall” oraz milicja wzięły udział w zbrodniach na Żydach, dokonywanych latem 1941 po ataku III Rzeszy na Związek Radziecki.
W kwietniu 1942 roku, a więc po przejściu do konspiracji, OUN-B „nie bacząc na negatywny stosunek do Żydów” odcięła się od niemieckiej polityki Holokaustu, „po to by nie stać się ślepym narzędziem w cudzych rękach.” Akcenty antysemickie, przynajmniej w oficjalnych wystąpieniach, wyciszono. Jednak w praktyce dawny antysemityzm pozostał, przejawiając się w licznych antyżydowskich wystąpieniach ukraińskich nacjonalistów. Żydzi, podobnie jak niewielkie żyjące na Wołyniu społeczności czeska, romska i niemiecka, jak również Polacy, byli traktowani przez dowództwo OUN-B jako element „narodowo obcy” i przez to „obiektywnie wrogi”.

### Utworzenie UPA
Ponieważ Niemcy odnosili sukcesy na froncie, Ukraińcy nie byli już im potrzebni. Po odmowie złożenia przysięgi na wierność Adolfowi Hitlerowi zlikwidowano bataliony „Nachtigall” i „Roland”, a część pochodzących z nich żołnierzy wcielono do batalionów utworzonej i pozostającej pod całkowitą kontrolą niemiecką ukraińskiej policji pomocniczej.
Dlatego też na II konferencji OUN w kwietniu 1942 roku podjęto decyzję o walce na własną rękę, zarówno z wrogiem sowieckim, jak i niemieckim. Już w październiku 1942 doszło do pierwszego przypadku akcji odwetowej – we Lwowie zostało zamordowanych dwóch hitlerowskich komisarzy. Niemcy w odwecie rozstrzelali stu Ukraińców. Podobne przypadki pojedynczych mordów na urzędnikach niemieckich miały miejsce w następnych miesiącach. Za każdym razem akcje te kończyły się rozstrzeliwaniem setek Ukraińców.

### Ludobójstwo polskiej ludności cywilnej
Już w czerwcu 1941 r. członkowie OUN-B podczas wkraczania do Małopolski Wschodniej zabili kilkuset Polaków, m.in. we Lwowie milicja ukraińska rozstrzelała 100 polskich studentów (prawdopodobnie w zemście za postawę Orląt Lwowskich). Plany rządu Stećki zakładały asymilację ludności polskiej, ale – wzorem niemieckim – wymordowanie polskiej inteligencji. Instrukcja OUN-B względem Polaków brzmiała:

Wyniszczać w walce, szczególnie tych, co bronią reżimu, przesiedlać na ich ziemie, wyniszczać głównie inteligencję, której nie wolno dopuszczać do żadnych urzędów i w ogóle uniemożliwić produkcję inteligencji poprzez dostęp do szkół itp. Przykładowo tzw. polskich chłopów trzeba asymiliować, uświadamiając im od razu [...] że są oni Ukraińcami, tylko obrzędu łacińskiego przymusowo zasymiliowanymi [przez Polskę]. Przywódców niszczyć.

Nacjonaliści ukraińscy byli autorami list proskrypcyjnych, na podstawie których wymordowano profesorów lwowskich oraz inteligencję Krzemieńca i Stanisławowa.
Na początku 1943 na III konferencji OUN-B, która odbyła się w dniach 17–23 lutego 1943 r. w wiosce Tereberze lub Wałujky w pobliżu Oleska w obwodzie lwowskim, kierownictwo OUN-B podjęto decyzję o formowaniu struktur partyzanckich. Część delegatów optowała za rozpoczęciem walki z Niemcami, inni jak Roman Szuchewycz i Dmytro Klaczkiwski wskazywali jako głównych wrogów Sowietów i Polaków. Do dzisiaj nie ustalono, czy konferencja podjęła decyzję o usunięciu polskiej ludności, czy uczynił to na własną rękę Dmytro Klaczkiwski ps. „Kłym Sawur”, dowódca okręgu UPA-Północ i Prowidnyk OUN-B na Wołyń. Tereny jednolite etnicznie miałyby duże znaczenie wobec ewentualnych rozmów pokojowych czy plebiscytów po zakończeniu wojny.
Od lutego 1943 r. oddziały UPA rozpoczęły akcję oczyszczania Wołynia z polskiej ludności. W atakach przeprowadzanych z dużym okrucieństwem brali udział również ukraińscy chłopi, tzw. czerń. Szczególne nasilenie rzezi nastąpiło w lipcu po wydanej w czerwcu 1943 r. tajnej dyrektywie w sprawie przeprowadzenia wielkiej akcji likwidacji polskiej ludności męskiej w wieku od 16 do 60 lat. W efekcie na Wołyniu zostało zamordowanych około 60 tys. Polaków, większość polskiej ludności uciekła z zagrożonych terenów wiejskich do miast, gdzie stacjonowały garnizony niemieckie, lub została wywieziona na roboty przymusowe do Rzeszy. Ludność polska na Wołyniu przetrwała jedynie w miastach oraz w kilku silnie bronionych bazach samoobrony (m.in. Przebraże).
W sierpniu 1943 r. na III zjeździe OUN(B) delegacja wołyńska zaproponowała powtórzenie rzezi z Wołynia we Wschodniej Małopolsce (Wschodniej Galicji), co znalazło poparcie większości delegatów. Zdaniem Grzegorza Motyki zjazd podjął decyzję o antypolskiej czystce w Małopolsce lub też pozostawił decyzję dowódcy UPA Romanowi Szuchewyczowi, który po wizycie na Wołyniu podjął ją najpóźniej jesienią 1943 roku.
W marcu 1944 r. Główne Dowództwo UPA wydało rozkaz wypędzania Polaków pod groźbą śmierci. W razie pozostania Polaków na miejscu polskich mężczyzn miano zabijać, a chaty i majątek palić. W praktyce ograniczenie to najczęściej nie było przestrzegane i oddziały UPA zabijały także kobiety i dzieci.
Według ustaleń historyków w Małopolsce Wschodniej zostało zamordowanych od 20-25 do 60 tys. Polaków, a około 300–400 tys. osób uciekło z tych terenów wiosną i latem 1944 r.
Ogółem straty polskiej ludności wynikłe z rozpoczętej przez OUN-UPA antypolskiej akcji szacowane są według różnych źródeł na 80–100 tys. Polaków, 120 tys. Polaków aż po liczbę 185 tys. zawierającą również ofiary ukraińskich formacji w służbie niemieckiej oraz ofiary nacjonalistów ukraińskich innych narodowości niż polska. Organizacja mordów, ich przebieg, rozmiary, zasięg terytorialny oraz cele i motywy, jakie tej akcji przyświecały, uprawniają zdaniem pionu śledczego IPN do stwierdzenia, iż na terenie Wołynia w latach 1939–1945 doszło do zbrodni ludobójstwa.

### Emigracja powojenna
Po wojnie OUN-B kontynuowała działalność na emigracji. Bandera nie zaakceptował „demokratyzacji” ugrupowania, które dokonało się podczas jego pobytu w uwięzieniu, ponadto ciężko było mu odnaleźć się w roli symbolicznego przywódcy, który de facto miał mały wpływ na poczynania OUN w USSR. To rodziło konflikty i w efekcie doszło w lutym 1946 r. w Monachium do powstania ZCz OUN, kierowanego przez Banderę. W sierpniu 1948 r. Bandera i jego zwolennicy na Nadzwyczajnej Konferencji wyrzucili z ZCz OUN członków UHWR, którzy nie chcieli zaakceptować dyktatorskich rządów Bandery.
Centralny Prowid OUN obradujący na Ukrainie wezwał obie strony do zaprzestania waśni i zjednoczenia. To stanowisko spowodowało odejście Bandery w 1950 r. z funkcji przewodniczącego i załagodzenie sporu. Bandera mimo to nadal miał spory wpływ na działania ZCz OUN, kierując nim „zza kulis”. W 1953 r. doszło do ponownego konfliktu, w wyniku którego z ugrupowania odszedł Lew Rebet powołując nową strukturę – OUN-Z.
Grupa Bandery znalazła wsparcie wywiadu brytyjskiego. Od 1949 roku MI6 zaczęło udzielać ZCz OUN wydatnej pomocy finansowej i logistycznej. Szkolono agentów i wysyłano ich drogą zrzutów lotniczych do USRR. Wywołało to sprzeciw CIA i Departamentu Stanu, tym bardziej że agenci Bandery zwalczali siatkę szpiegowską konkurencyjnej grupy Hrynioch-Łebed wspieranej przez Amerykanów. Mimo to MI6 sponsorowało Banderę do 1954 roku.
W wyniku sowieckich prowokacji Brytyjczycy zerwali współpracę z ZCz OUN. Grupa Bandery kontynuowała działalność na własną rękę, finansując swoją siatkę szpiegowską fałszywymi dolarami. Publikowano własną gazetę i używano terroru wobec przeciwników politycznych. Zachodnioniemiecka policja szacowała, że do 1960 roku ugrupowanie Bandery dokonało po wojnie w RFN około 100 zabójstw. ZCz OUN przejściowo znalazły pomoc włoskiego wywiadu wojskowego (SIFAR) na początku 1956 roku. W marcu tego roku Bandera zaoferował swoje usługi wywiadowi zachodnioniemieckiemu (BND) w zamian za pieniądze i broń. Pomimo ostrzeżeń CIA Niemcy nawiązali z nim współpracę. Zapewniło mu to ochronę przed zamiarami bawarskiego rządu i lokalnej policji, które szykowały przeciw jego organizacji akcję z powodu różnorakich przestępstw – od fałszerstw do porywania ludzi.
Prowadzona przez Sowietów gra wywiadowcza podtrzymywała złudzenia Bandery i BND o istnieniu na Ukrainie silnego podziemia. Na Ukrainę i do Polski nadal byli wysyłani kurierzy i kilkuosobowe bojówki. Ta działalność wywołała irytację władz sowieckich. W 1957 r. Nikita Chruszczow nakazał zabójstwo Stepana Bandery (a także Lwa Rebeta z OUN-Z). Bandera został zamordowany w roku 1959 przez agenta NKWD Bohdana Staszynskiego.
Po śmierci Bandery jego zwolennicy skupieni w ZCz OUN kontynuowali działalność na emigracji, głównie w Bawarii, Wielkiej Brytanii i Kanadzie, skupiając się na szerzeniu kultu zabitych przywódców („nacjonalistycznej Trójcy” – Konowalca, Szuchewycza i Bandery).

### Powrót na Ukrainę
Od 1990 OUN-B działa na Ukrainie. W 1992 wraz z innymi organizacjami nacjonalistycznymi utworzyła Kongres Ukraińskich Nacjonalistów. Jako ugrupowanie polityczne pozostał on całkowicie marginesowy.